# Morena Herrera
Morena Herrera (El Salvador, 1960) es una feminista y activista por los Derechos Humanos reconocida por su trabajo contra la prohibición del aborto en su país. 

## Biografía
En la Universidad de Gerona obtuvo la maestría en Relaciones de Género y en  la Universidad Centroamericana José Simón Cañas la maestría en Desarrollo Local y estudios de Doctorado en Filosofía Iberoamericana. Ha realizado investigaciones sobre feminicidios, ciudadanía y participación política de las mujeres, movimientos sociales de mujeres y consecuencias de la penalización absoluta del aborto.
Durante la guerra civil de El Salvador, que acabó en 1992, Herrera fue guerrillera y defensora de la libertad para el Frente Farabundo Martí para la Liberación Nacional (FMLN) contra el gobierno apoyado por los Estados Unidos.
En 1990 fue socia fundadora de la organización política feminista Las Dignas, creada en el umbral del periodo de los Acuerdos de Paz de El Salvador de julio de 1990, por afectadas directamente por el conflicto armado. Es presidenta de la Agrupación Ciudadana por la despenalización del Aborto y forma parte de La Colectiva Feminista para el Desarrollo Local, organización que también contribuyó a fundar.

Herrera señaló sobre los Acuerdos de Paz, firmados en 1992, que amenazaban los derechos de las mujeres en El Salvador: 
"Esos acuerdos dejaron grandes vacíos cuando se trata de los derechos de las mujeres. Me di cuenta de que tenía que luchar de otra manera. Los derechos de las mujeres son derechos humanos y tienen que ser una prioridad". 
La situación de las mujeres en relación con el aborto empeoró desde 1997, cuando se introdujeron cambios en el código penal que lo declaraban ilegal en todos los casos, aunque anteriormente había estado permitido cuando la vida de la mujer estaba en riesgo o era víctima de violación. Debido a que el país es estrictamente católico, el aborto está considerado inaceptable, incluso en chicas adolescentes embarazadas que afrontan muchos problemas. En 2009, Herrera empezó a trabajar con la Agrupación Ciudadana por la Despenalización del Aborto Terapéutico Ético y Eugenésico en El Salvador, que ahora lidera. En 2013, tachó de "irresponsable" a la Corte Suprema de Justicia de El Salvador cuando negó el aborto a una mujer enferma terminal, que no tenía oportunidad de sobrevivir al parto.
Su trabajo fue objeto de un reportaje de Amnistía International en enero de 2015, y fue nombrada como una de las 100 Mujeres reconocidas por la BBC en 2016 por sus contribuciones a los derechos de las mujeres en El Salvador.  En 2023, Herrera fue nominada al premio Sájarov para la Libertad de Conciencia, otorgado por el Parlamento Europeo a personas y organizaciones que contribuyen a la defensa de los derechos humanos y las libertades fundamentales.
A lo largo de su trayectoria ha apoyado grupos feministas, participando en coloquios en América Latina y Europa.
En 1997, Herrera fue representante de las organizaciones de mujeres y feministas en la primera Junta Directiva del ISDEMU (Instituto Salvadoreño de Desarrollo de la Mujer) e integrante de la Comisión que elaboró la primera Política Nacional de la Mujer. En el 2000 representó al gobierno municipal de San Salvador en la Comisión Consultiva para crear las políticas de  Participación Ciudadana para la equidad de género. Posteriormente promovió la creación de políticas similares en otros municipios del país.

## Premios y reconocimientos
- 2011 Orden al Mérito Civil por el Estado español.[16]
- 2016 100 Mujeres de la BBC por su trabajo contra la prohibición del aborto en El Salvador y en favor de las mujeres encarceladas por abortar.[11]
- 2018 Reconocimiento Líder de Derechos Humanos: Rostros por la Igualdad de la Embajada de Canadá en El Salvador, por sus esfuerzos en la protección de los derechos de las mujeres, particularmente en el área de derechos sexuales y reproductivos. [17]
- 2023 Finalista al Premio Sájarov, por su defensa de los derechos humanos y reproductivos.[3]
- 2023 Recibió el Premio Simone Veil de la República Francesa a nombre de la Agrupación Ciudadana por la Despenalización del Aborto[18]